# Ecnomus wagengugurra
Ecnomus wagengugurra là một loài Trichoptera trong họ Ecnomidae. Chúng phân bố ở miền Australasia.